# Dapitau
Dapitau is een bestuurslaag in het regentschap Alor van de provincie Oost-Nusa Tenggara, Indonesië. Dapitau telt 303 inwoners (volkstelling 2010).